# Littérature yoruba
La littérature yoruba est la littérature parlée et écrite du peuple yoruba, l'un des plus grands groupes ethnolinguistiques du Nigéria et du reste de l'Afrique.
La langue yoruba est parlée par environ 50 millions de personnes au Nigéria, au Bénin et au Togo, ainsi qu'au sein de la diaspora yoruba (au Brésil, au Cuba, en Sierra Leone et au Ghana notamment).

## Écriture
Avant le XIXe siècle, le yoruba n'est qu'une langue parlée, sans système d'écriture unifié.
Selon Barringer et Wallace, comme d'autres langues locales d’Afrique de l’Ouest, elle a adopté une écriture arabe modifiée (écriture ajam) comme forme d’écriture la plus répandue. L'histoire la plus ancienne du peuple Yoruba, écrite au XVIIe siècle, était en yoruba, mais aurait utilisé l'écriture arabe. Selon Feng Dehe, l'écriture yoruba est établie par les chrétiens africains ayant reçu une éducation occidentale. S. A. Crowther, premier évêque africain de l’Église anglicane, a publié la première grammaire yoruba en 1843, tandis que son écriture en lettres romaines s'est formalisée lors d'une conférence sur l'orthographe à Lagos de la British Overseas Missionary Society en 1875.
De nombreuses contributions à l’écriture et à l’étude formelle yoruba à partir du XIXe siècle ont été apportées par des prêtres anglicans d’origine yoruba. Une grammaire yoruba formelle dans l'alphabet latin a été publiée en 1843 par l'évêque Samuel Ajayi Crowther. Ainsi, la formation du yoruba écrit a été facilitée de manière indigène par le peuple yoruba lui-même.

## Mythologie
La religion yoruba est étroitement liée à l'histoire, les différents clans yoruba prétendant descendre de divinités, et certains de leurs rois étant déifiés après leur mort. Itan est le mot qui désigne la somme de la religion, de la poésie, du chant et de l'histoire des Yorubas. Les divinités yoruba sont appelées Orishas et constituent l'un des panthéons les plus complexes de l'histoire orale.
Ifá, un système complexe de divination, implique la récitation de poésie yoruba contenant des histoires et des proverbes portant sur la divination. Une récitation de divination peut prendre une nuit entière. Le corps de cette poésie est vaste et transmis entre les oracles d'Ifá.

## Fiction
La première et plus importante œuvre de fiction en yorùbá est le recueil de nouvelles Ògbójú Ọdẹ nínú Igbó Irúnmọlẹ̀ (traduit par Wole Soyinka sous le titre The Forest of A Thousand Daemons — La forêt des mille démons, bien que la traduction littérale soit « La bravoure d'un chasseur dans la forêt des divinités »). Écrit en 1938 par le chef Daniel O. Fagunwa (en) (1903-1963). Il contient des voyages initiatiques et des contes picaresques d'un même garçon devenu chasseur, rencontrant des éléments du folklore, tels que la magie, les monstres, les esprits et les dieux. Le mélange d'éléments réalistes et fantastiques, ainsi « qu'un didactisme religieux et une allégorie bunyanesque, le tout placé dans un cadre narratif » rappelle les contes des Mille et Une Nuits, tout en combinant les qualités orales et écrites des artistes yoruba de l'époque. 
Fagunwa a écrit d’autres œuvres basées sur des thèmes similaires et reste l’auteur de langue yorùbá le plus lu et l'un des auteurs nigérians les plus populaires.
Amos Tutuola (1920–1997) a été grandement inspiré par Fagunwa, mais a écrit dans un anglais intentionnellement décousu et approximatif, reflétant la tradition orale du pidgin nigérian. Tutuola est devenu célèbre grâce à The Palm-Wine Drinkard (écirt en 1946, publié en 1952) et à d'autres œuvres basées sur le folklore yoruba.
Le sénateur Afolabi Olabimtan (en) (1932–1992) était écrivain, professeur d’université et homme politique. Il a écrit des romans en langue yoruba sur la vie et l'amour nigérians modernes, tels que Kekere Ekun (1967 ; [Garçon surnommé] Léopardeau) et Ayanmo (1973 ; Prédestination).

## Théâtre

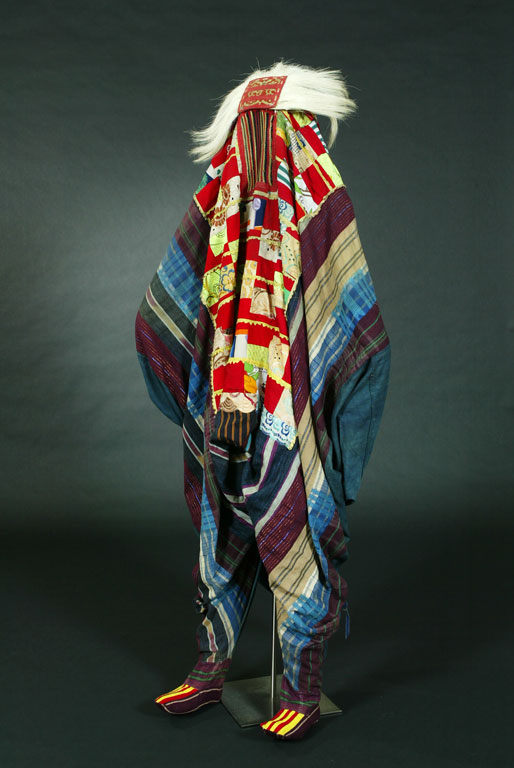
Vêtement de danse de mascarade Egungun (entre 1950 et 1960, Children's Museum of Indianapolis).

Dans son étude pionnière du théâtre yoruba, Joel Adedeji a retracé ses origines jusqu'aux mascarades des Egungun (le « culte de l'ancêtre »). Le rite traditionnel est contrôlé exclusivement par les hommes et culmine dans une mascarade au cours de laquelle les ancêtres retournent dans le monde des vivants pour rendre visite à leurs descendants. Outre son origine rituelle, le théâtre yoruba peut être « attribué à la nature « théâtrogène » d'un certain nombre de divinités du panthéon yoruba, telles qu'Obàtálá, l'orisha de la création, Ogun l'orisha de la créativité et Shangô, l'orisha de la foudre », dont le culte est imbriqué « avec le drame et le théâtre et leurs utilisations symboliques et psychologiques ».
La tradition théâtrale d'Aláàrìnjó est née de la mascarade d'Egungun. Les Aláàrìnjó étaient une troupe d'artistes itinérants masqués (comme les participants au rite Egungun). Ils ont créé de courtes scènes satiriques qui s’appuyaient sur un certain nombre de personnages stéréotypés établis. Leurs performances utilisaient du mime, de la musique et des acrobaties. La tradition Aláàrìnjó a influencé le théâtre itinérant yoruba (en), qui était la forme de théâtre la plus répandue et la plus développée au Nigéria des années 1950 aux années 1980. Dans les années 1990, le théâtre itinérant yoruba s'est lancé dans la télévision et le cinéma et ne donne désormais que rarement des représentations en direct.
Le « théâtre total » s’est également développé au Nigéria dans les années 1950. Il utilisait des techniques non-naturalistes, une imagerie physique surréaliste et pratiquait une utilisation flexible du langage. Les dramaturges du milieu des années 1970 ont utilisé certaines de ces techniques, mais les ont articulées avec « une appréciation radicale des problèmes de société ».
Les modes de représentation traditionnels ont fortement influencé les principales figures du théâtre nigérian contemporain. L'œuvre du chef Hubert Ogunde (parfois appelé le « père du théâtre yoruban contemporain ») s'inspire de la tradition Aláàrìnjó et des mascarades Egungun. Il a fondé la première compagnie de théâtre professionnelle nigériane en 1945, l'African Music Research Party, et a notamment été dramaturge en anglais et en yoruba.
Wole Soyinka est « généralement reconnu comme le plus grand dramaturge vivant d'Afrique » et a reçu le prix Nobel de littérature en 1986. Il écrit en anglais, parfois dans un anglais pidgin nigérian, et ses sujets (dans ses pièces de théâtre comme dans ses romans) incluent un mélange d'éléments occidentaux, traditionnels et africains modernes. Il donne au dieu Ogun une signification métaphysique complexe dans son œuvre. Dans son essai The Fourth Stage (« La Quatrième Étape », 1973), Soyinka soutient que « peu importe à quel point les auteurs africains réclament une forme d'art tragique indigène, ils introduisent clandestinement dans leurs drames, par la porte dérobée des prédilections formalistes et idéologiques, des notions et des pratiques occidentales typiquement conventionnelles de transformation des événements historiques en tragédie. » Il oppose le drame yoruba au drame athénien classique, en se référant à l'analyse de ce dernier par le philosophe allemand du XIXe siècle Friedrich Nietzsche dans La Naissance de la tragédie (1879). Ogun, soutient-il, est « une totalité des vertus apolliniennes, dionysiaques (en) et prométhéennes ». Il développe une esthétique de la tragédie yoruba basée, en partie, sur le panthéon religieux yoruba (y compris Ogun et Obàtálá).
Akinwunmi Isola (en) était un romancier populaire (à commencer par O Le Ku, Heart-Rending Incidents, en 1974), dramaturge, scénariste, producteur de films et professeur de langue yoruba. Ses œuvres comprennent des drames historiques et des analyses de romans yoruba modernes.